# Això és l'exèrcit
 Això és l'exèrcit (títol original en anglès: This Is the Army) és una pel·lícula estatunidenca dirigida per Michael Curtiz, estrenada el 1943. Ha estat doblada al català.

## Argument
Durant la Primera Guerra Mundial, el ballarí de Broadway Jerry Jones (George Murphy) és convocat per allistar-se en l'exèrcit. Altres amics s'allisten també, i aviat, en el Camp Upton de Nova York, Jerry organitza un grup que muntarà l'espectacle “Yip! Yip! Yaphank!”. Diverses dècades després, alguns dels sobrevivents del grup, amb Jerry al capdavant, que va ser ferit a la guerra i s'ha convertit en productor de cinema, uniran esforços per muntar, durant la Segona Guerra Mundial, una altra revista que es dirà aquesta vegada "This is the Army".

## Repartiment
- George Murphy: Jerry Jones
- Joan Leslie: Eileen Dibble
- George Tobias: Maxie Twardofsky
- Alan Hale: Sergent McGee
- Charles Butterworth: Eddie Dibble
- Dolores Costello: Mrs. Davidson
- Una Merkel: Rose Dibble
- Stanley Ridges: Major John B. Davidson
- Rosemary DeCamp: Ethel Jones
- Ruth Donnelly: Sra. O'Brien
- Frances Langford: Ella mateixa
- Kate Smith: Ella mateixa
- Ronald Reagan: Johnny Jones
- Joe Louis: Ell mateix
- Ezra Stone: Soldat
- Dorothy Peterson: Mrs. Nelson

Actors que no surten als crèdits
- Ilka Grüning: Mrs. Twardofsky
- Ernest Truex: pare del soldat

## Premis i nominacions

### Premis
- 1944: Oscar a la millor banda sonora per Ray Heindorf

### Nominacions
- 1944: Oscar a la millor direcció artística per John Hughes, John Koenig, George James Hopkins
- 1944: Oscar al millor so per Nathan Levinson